# Anguttara Nikaya
Anguttara Nikāya, är en av de fem nikayor, eller samlingar, som ingår i Sutta-pitaka, vilken är en av ”de tre korgarna” i Tipitaka. Anguttara Nikāya, aṅguttaranikāya, är pali och betyder ungefär "Samlingen av numrerade samtal". 
Denna nikaya är den fjärde delen i Suttapitaka och består av flera tusen sutror (pali sutta; sanskrit sutra) som tillskrivs Gautama Buddha och hans främsta lärjungar. Den är ordnad i elva nipatas, eller böcker, utifrån numreringar. Första boken innehåller sutror som behandlar enskilda ämnen. Den andra boken sutror som behandlar företeelser i par, till exempel föräldrar.

## Delarna i Anguttara Nikāya[1]
Böckerna i denna nikaya:
- Ekaka Nipāta – Boken om ett
- Duka Nipāta – Boken om två
- Tika Nipāta – Boken om tre
- Catukka Nipāta – Boken om fyra
- Pañcaka Nipāta – Boken om fem
- Chakka Nipāta – Boken om sex
- Sattaka Nipāta – Boken om sju
- Aṭṭhaka Nipāta – Boken om åtta
- Navaka Nipāta – Boken om nio
- Dasaka Nipāta – Boken om tio
- Ekādasako Nipāta – Boken om elva

## Antalet sutror
Antalet sutror, eller suttor, i Anguttara Nikāya är starkt beroende på hur originalverket blir översatt. Detta består av 9557 suttor, medan den nuvarande lankesiska översättningen endast har 8777 suttor. Många av dessa suttor innehåller upprepningar av andra suttor medan smärre skillnader i berättelsen. När antalet suttor begränsas till unika berättelser utan upprepningar blir antalet strax över ettusen. I Bhikkhu Bodhs översättning finns 2344 suttor, medan Webbs översättning innehåller 2308.

## Hjulsmeden
Ett återkommande tema i  buddhistiska texter är berättelsen om hjulsmeden. I Anguttara Nikaya förekommer den i den tredje boken Tika Nipāta, ”Boken om tre”. Rathakara Sutta är där den femtonde sutran. Sutran har också namnet Pacetana Sutta och brukar översättas "Stridsvagnstillverkaren". Sutran baserar sig på berättelsen om kung Pacetana som rustade för krig och bad sin smed att förse hans stridsvagn med nya hjul. Berättelsen om hjulmakandet är en sedelärande historia om kvalitet.

## Likheten med Ekottara Āgama
Anguttara Nikāya överensstämmer i innehåll med Ekottara Āgama ("Numrerade samtal") som ingår i Sutra Pitikas. En fullständig version har bevarats i kinesisk översättning med titeln Zēngyī Ahánjīng. Den härrör antingen från [[Mahasamghika]|mahāsāṃghika-]] eller sarvāstivāda-inriktningen. Enligt Keown som är en auktoritet på området är skillnaderna mellan denna nikaya och agama avsevärda. Mer än två tredjedelar av sutrorna i den nikayan återfinns inte i agaman och tvärtom. Det tyder på att mycket i denna del av Sutra Pitikan utformades ganska sent.

## Översättningar
- The Book of the Gradual Sayings i fem volymer, F. L. Woodward och E. M. Hare (översättning), (1932-6), tillgänglig på nätet hos Pali Text Society
- Numerical Discourses of the Buddha i en volym, Bhikkhu Bodhi (översättning), (2012) tillgänglig på nätet hos Wisdom Publications